# ديك والش
ديك والش (بالإنجليزية: Dick Walsh)‏ هو شخصية أعمال أمريكي، ولد في 30 أكتوبر 1925، وتوفي في 6 مايو 2011.